# تسرب الغاز

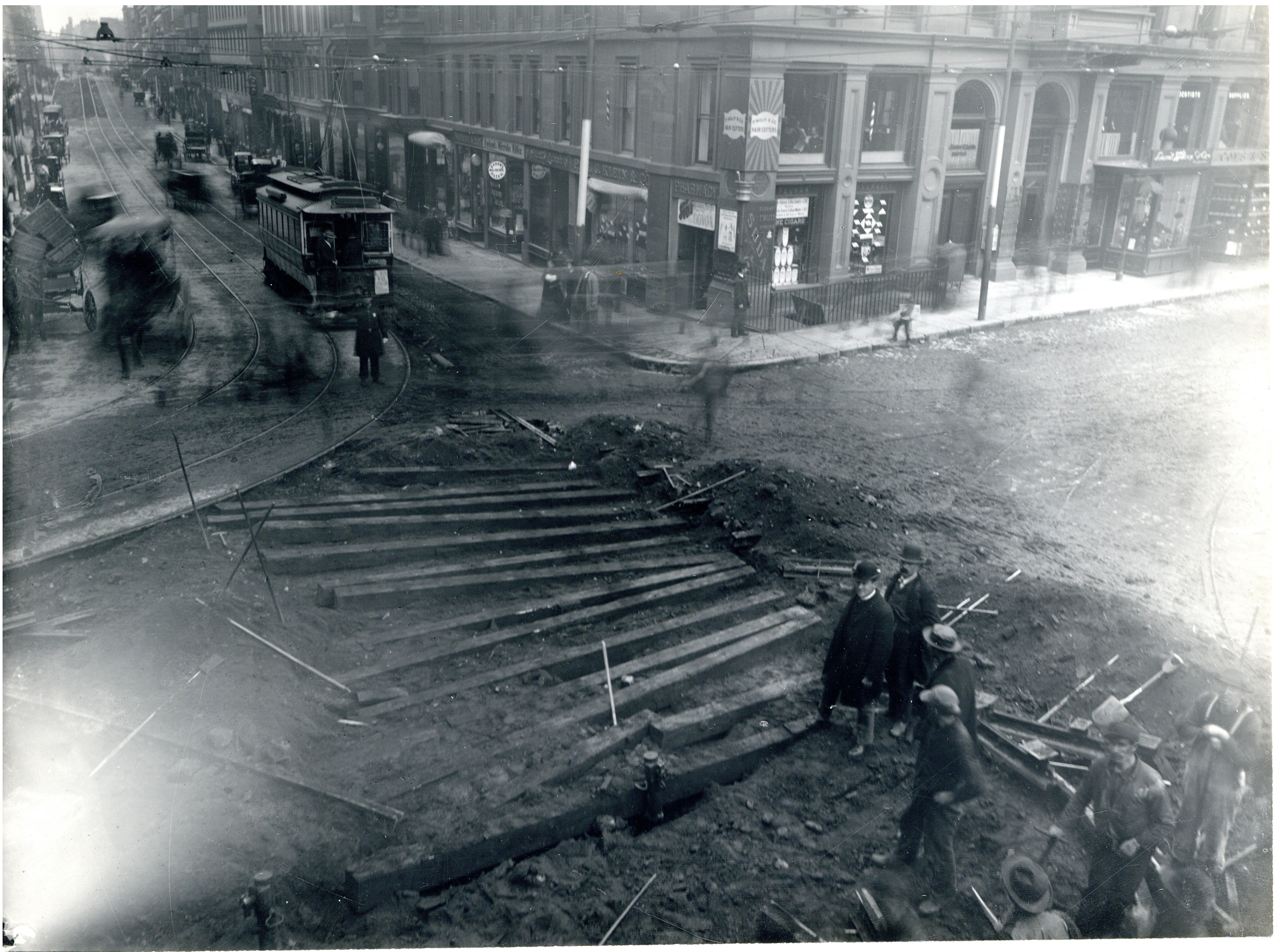
آثار انفجار الغاز في شارع بويلستون وتريمونت عام 1897.

يشير تسرب الغاز إلى تسرب الغاز الطبيعي أو منتج غازي آخر من خط أنابيب أو أي احتواء آخر إلى أي منطقة لا ينبغي أن يوجد فيها الغاز. يمكن أن تشكل خطرًا على الصحة والبيئة. حتى التسرب البسيط للغاز إلى مبنى أو مكان آخر مغلق قد تتراكم تدريجيًا وتخلف تركيزًا متفجرًا أو مميتًا للغاز. تسرب الغاز الطبيعي وغاز التبريد في الغلاف الجوي ضار بوجه خاص؛ بسبب احتمالية الاحتباس الحراري العالمي وإمكانية استنفاد طبقة الأوزون.
تُعرف أيضًا تسربات الغازات المرتبطة بالعمليات الصناعية والمعدات باسم الانبعاثات المنفلتة (الهاربة)، تعرف تسربات الغاز الطبيعي من استخراج واستخدام الوقود الأحفوري باسم (انبعاثات الغازات المنفلتة). يجب عدم الخلط بين هذه التسريبات غير المقصودة والأنواع المتعمدة المماثلة لإطلاق الغاز.
تنفيس الغازات المنبعثة التي يجري التحكم فيها، التي تجري ممارستها غالبًا من العمليات الروتينية، أو إطلاقات ضغط والحفاظ على الحياة.
يجب أيضًا عدم الخلط بين تسرب  الغاز و«ارتشاح الغاز» من الأرض أو المحيطات سواء كان طبيعيًا أو ناتجًا عن نشاط بشري.

## السلامة من الحرائق والانفجارات
الغاز الطبيعي النقي عديم اللون والرائحة، يتكون بصورة أساسية من الميثان. عادة ما تُضاف الروائح الكريهة على شكل آثار مركبات للمساعدة على تحديد التسربات.  قد يُنظر إلى هذه الرائحة على أنها بيض متعفن، أو رائحة ظربان خافتة كريهة. خذ الوقت الكافي لإجراء تقييم للمخاطر في مكان العمل حيث يمكنك البحث عن المخاطر المعروفة وتوثيقها. بمجرد تحديد المخاطر، ستتمكن بعد ذلك إما من السيطرة عليها إذا كان لا يمكن تجنبها أو القضاء عليها تمامًا.
```
يجب على الأشخاص الذين يكتشفون الرائحة إخلاء المنطقة والامتناع عن استخدام اللهب المكشوف أو تشغيل المعدات الكهربائية لتقليل مخاطر نشوب حريق 
وانفجار
.
```

نتيجة لقانون تحسين سلامة خطوط الأنابيب لعام 2002 الذي مُرِّر في الولايات المتحدة؛ يتطلب من معايير السلامة الفيدرالية من الشركات التي توفر الغاز الطبيعي إجراء فحوصات السلامة لتسرب الغاز في المنازل والمباني الأخرى التي تتلقى الغاز الطبيعي. مطلوب من شركة الغاز فحص عدادات الغاز وأنابيب الغاز الداخلية من نقطة الدخول إلى المبنى إلى جانب مخرج عداد الغاز لتسرب الغاز. ويتطلب ذلك دخول شركات الغاز الطبيعي إلى منازل خاصة للتحقق من الظروف الخطرة.

## ضرر على الغطاء النباتي
يمكن أن يؤدي تسرب الغاز إلى إتلاف النباتات أو قتلها. إضافةً إلى التسربات من أنابيب الغاز الطبيعي، يمكن أن يتسبب الميثان والغازات الأخرى المهاجرة من مواقع التخلص من القمامة في مكبات النفايات أيضًا في الإصابة بالكلور والنخر في العشب أو الأعشاب الضارة أو الأشجار. في بعض الحالات، قد ينتقل الغاز المتسرب إلى مسافة تصل إلى 100 قدم (30 مترًا) من مصدر التسرب إلى الشجرة المصابة.

## ضرر على الحيوانات
الميثان هو غاز خانق يمكن أن يقلل من تركيز الأكسجين الطبيعي في هواء التنفس. الحيوانات الصغيرة والطيور أكثر حساسية للغازات السامة مثل أول أكسيد الكربون الموجود أحيانًا مع الغاز الطبيعي. مصطلح «الكناري في منجم فحم» مشتق من الممارسة التاريخية لاستخدام الكناري حارس للحيوان؛ للكشف عن تركيزات عالية خطيرة من غاز الفحم الطبيعي.

## انبعاثات غازات الاحتباس الحراري
الميثان، المكون الأساسي للغاز الطبيعي، هو أقوى 120 مرة من الغازات الدفيئة مثل ثاني أكسيد الكربون. وبالتالي، ينتج عن إطلاق الغاز الطبيعي غير المحترق تأثيرات أقوى بكثير من ثاني أكسيد الكربون الذي كان من الممكن أن ينطلق إذا  أحرق الغاز على النحو المنشود.

## درجات التسرب
في الولايات المتحدة، اعتمدت معظم الوكالات الحكومية والفيدرالية معايير لجنة أنابيب الغاز والتكنولوجيا (جي بي تي سي) الشركة العامة للبريد والاتصالات، لتصنيف تسرب  الغاز الطبيعي.
التسرب من الدرجة الأولى هو تسرب يمثل خطرًا قائمًا أو محتملًا على الأشخاص أو الممتلكات، ويتطلب إصلاحًا فوريًا أو إجراءً مستمرًا حتى تصبح الظروف غير خطرة. أمثلة على التسرب من الدرجة الأولى:
يعد أي تسرب في حكم أفراد التشغيل في مكان الحادث، خطرًا مباشرًا.
تسرب الغاز الذي اشتعل.
- أي مؤشر على انتقال الغاز إلى مبنى أو تحته أو إلى هيكل فرعي.
- أي قراءة للجدار الخارجي للمبنى، أو حيث من المحتمل أن ينتقل الغاز إلى جدار خارجي للمبنى.
- أي قراءة بنسبة 80٪ ليل (الحد الأدنى للانفجار) أو أكثر في مكان مغلق.
- أي قراءة لـ80٪ ليل، أو أكبر في الهياكل التحتية الصغيرة (بخلاف الهياكل الفرعية المرتبطة بالغاز)، التي من المحتمل أن ينتقل الغاز منها إلى الجدار الخارجي للمبنى.
- أ ي تسرب يمكن رؤيته أو سماعه أو الشعور به، ويكون في مكان قد يعرض الجمهور أو الممتلكات للخطر.

التسرب من الدرجة الثانية هو تسرب غير خطير وقت الاكتشاف، ولكنه يبرر الإصلاح بناءً على خطر محتمل في المستقبل.
أمثلة عن تسرب من الدرجة الثانية:
التسريبات التي تتطلب اتخاذ إجراء قبل تجميد الأرض أو أي تغييرات سلبية أخرى في ظروف التنفيس.
- أي تسرب من المحتمل أن ينتقل إلى الجدار الخارجي للمبنى، في ظل ظروف التربة المتجمدة أو غير المواتية.

تسريبات تتطلب اتخاذ إجراءات في غضون ستة أشهر.
- أي قراءة بنسبة 40٪ ليل، أو أكثر، تحت رصيف في منطقة مرصوفة من الجدار إلى الجدار لا تعد من الدرجة الأولى.

إن التسرب من الدرجة الثالثة غير خطير في وقت الكشف، ويمكن أن يظل بصورة
غير خطيرة.
أمثلة عن الدرجة الثالثة هي:
- أي قراءة أقل من 80٪ ليل، في البنية التحتية المرتبطة بالغاز الباطن من الجدار إلى الجدار لا تعد تسريبًا من الدرجة الأولى.
- أي قراءة تحت شارع في المناطق دون رصف الجدار إلى الجدران حيث من غير المرجح أن يخرج الغاز إلى الجدار الخارجي للمبنى.

## دراسات
في عام 2012، قاد الأستاذ بجامعة بوسطن ناثان فيليبس وطلابه على طول 785 ميلاً (1،263 كم) باستخدام مستشعر الغاز، وحدد 3300 تسرب.
. أنتجت مؤسسة قانون الحفظ خريطة توضح 4000 تسريب أبُلغ عنها إدارة المرافق العامة في ماساتشوستس. أصدر صندوق الدفاع البيئي . في 2014 خريطة تفاعلية عبر الإنترنت تعتمد على مستشعرات الغاز المرفقة بثلاث سيارات رسم خرائط جرت قيادتها بالفعل على طول شوارع بوسطن؛ لتحديث جوجل ستريت إيرث فيو ( باللغة الإنجليزية Google Earth Street view) اختلف هذا المسح عن الدراسات السابقة في إنتاج تقدير التسرب، وليس مجرد اكتشاف التسرب. يجب أن تساعد هذه الخريطة مرفق الغاز على تحديد أولويات إصلاحات التسرب، إضافة إلى زيادة الوعي العام بالمشكلة.
في عام 2017، أطلقت رود آيلاند ما يقدر بنحو 15.7 مليون طن متري من
الغازات الدفيئة، يأتي ثلثها تقريبًا من التسريبات في أنابيب الغاز الطبيعي. جرى حساب هذا الرقم الذي نُشر في عام 2019، بناءً على معدل تسرب مفترض قدره 2.7٪ (حيث يمثل هذا معدل التسرب في مدينة بوسطن القريبة). قدر مؤلفو الدراسة أن إصلاح التسريبات سيتكبد تكلفة سنوية تتراوح بين 1.6 مليار دولار و4 مليارات دولار.